# ستيفن بارون
ستيفن بارون (بالإنجليزية: Steve Baron)‏ هو لاعب كرة قاعدة أمريكي، ولد في 7 ديسمبر 1990 في ميامي في الولايات المتحدة.

## وصلات خارجية
- ستيفن بارون على موقع دوري كرة القاعدة الرئيسي (الإنجليزية)
- ستيفن بارون على موقعبيزبول رفرنس.كوم (الدوري الرئيسي) (الإنجليزية)
- ستيفن بارون على موقعبيزبول رفرنس.كوم (الدوري الثانوي) (الإنجليزية)
- ستيفن بارون على موقع إي إس بي إن.كوم (أم.أل.بي) (الإنجليزية)
- ستيفن بارون على موقع مشجعي الرسوم البيانية (الإنجليزية)